# 潘戈阿盧肯
08°43′S 14°28′E / 8.717°S 14.467°E
潘戈阿盧肯（葡萄牙語：Pango Aluquém），是安哥拉的城鎮，位於該國西北部，由本哥省負責管轄，北鄰登博斯，面積2,754平方公里，2006年人口45,680，人口密度每平方公里17人。